# Kellinghusen
Kellinghusen település Németországban, Schleswig-Holstein tartományban. Lakosainak száma 8313 fő (2023. december 31.).

## Népesség
A település népességének változása:
| Lakosok száma | 7983 | 8059 | 8142 | 8150 | 8313 | 8313 |
|               | 1975 | 2017 | 2019 | 2021 | 2022 | 2023 |